# Archipolydesmus terreus
Archipolydesmus terreus är en mångfotingart som först beskrevs av Carl Graf Attems 1952.  Archipolydesmus terreus ingår i släktet Archipolydesmus och familjen plattdubbelfotingar. Inga underarter finns listade i Catalogue of Life.